# کریس بودن
کریس بودن (انگلیسی: Chris Boden؛ زادهٔ ۱۳ اکتبر ۱۹۷۳) بازیکن فوتبال اهل بریتانیا است.
از باشگاه‌هایی که در آن بازی کرده‌است می‌توان به باشگاه فوتبال دربی کانتی، باشگاه فوتبال بارنزلی، باشگاه فوتبال استون ویلا، باشگاه فوتبال هرفورد یونایتد، و باشگاه فوتبال شروزبری تاون اشاره کرد.